# Конфіньї
Конфіньї (італ. Configni) — муніципалітет в Італії, у регіоні Лаціо, провінція Рієті.
Конфіньї розташоване на відстані близько 60 км на північ від Рима, 20 км на захід від Рієті.
Населення — 637 осіб (2014).

## Демографія
Населення за роками:

Станом на 1 січня 2023 року в муніципалітеті офіційно проживало 45 іноземців з 9 країн, серед них 17 громадян країн Євросоюзу та 9 громадян України.

## Сусідні муніципалітети
- Кальві-делл'Умбрія
- Коттанелло
- Стронконе
- Ваконе